# Гарсия, Виктор Уго
Виктор Уго Гарсия Эрнандес (исп. Víctor Hugo García Hernández; 11 июня 1994, Куа, Венесуэла) — венесуэльский футболист, защитник клуба «Витория» (Гимарайнш).

## Карьера

### Клубная
Виктор Гарсия начал футбольную карьеру в клубе «Реал ЭСППОР», за основной состав которого он дебютировал 30 августа 2010 года во встрече с «Атлетико Эль-Вихия». В сезоне 2010/11 защитник провёл ещё одну встречу, а уже со следующего года стал постоянным игроком стартового состава, отыграв 21 матч. 25 ноября 2011 года Виктор отметился первым забитым мячом.
В начале 2013 года Гарсия был отдан в аренду с правом выкупа в «Порту». Поиграв некоторое время за молодёжный состав, летом 2013 года защитник провёл первую игру за вторую команду португальского клуба, выступавшую в Сегунде.
В январе 2014 года «Порту» выкупил трансфер Виктора. 13 апреля того же года защитник дебютировал в Лиге Сагриш за основную команду.

### В сборной
Виктор с юношеской сборной Венесуэлы (до 17 лет) участвовал в чемпионате Южной Америки 2011 в Эквадоре. На турнире защитник принял участие во всех четырёх играх команды, а во встрече со сверстниками из Чили отметился забитым мячом. 11 августа того же года Гарсия дебютировал в составе главной национальной команды в товарищеской встрече со сборной Гондураса.
В 2013 году защитник принял участие в Молодёжном чемпионате Южной Америки. Гарсия сыграл в 2 матчах своей команды против Перу и Эквадора.